# Сити Мол
„Карфур Сити Мол“ (CITY MALL Carrefour) е търговски център в град Стара Загора. Има 70 000 m² разгърната застроена площ, от които 55 000 кв. м търговска площ. Отваря врати през есента на 2012 г. След фалита на франчайзъра на „Карфур“ за България „Маринопулос“ центърът на практика не функционира и се правят опити за продажбата му в полза на необслужвани дългове на собственика „Евробилд“.
Разположен е до завода „Дискови и запаметяващи устройства“ АД (ДЗУ) в Стара Загора, в близост до другия голям комплекс „СИТИ МОЛ“ на „Александра груп“, магазин „Техномаркет“, и просъществувалия няколко години магазин от веригата „Мосю Бриколаж“.
Архитектурната разработка е дело на колектив от студио „АС Илиев“ с водещ проектант арх. Илиан Илиев.
Изграден е от фирма „Евробилд“ ООД, съинвеститор в проекта. След промените в собствеността на фирмата през 2007 г., дяловете на дружеството са собственост на чуждестранен инвеститор, като участие имат и български фирми.
Международната верига за бързообротни стоки „Карфур“ е съсобственик в проекта, чрез закупуване на около 9000 кв. м от бъдещата сграда за хипермаркет.
Комплексът има 2 подземни нива за 1200 автомобила с площ 21 000 кв. м, е обща площ на сутерените – 35 000 кв. м, два надземни етажа с площ също около 35 000 кв. м, и обща разгъната застроена площ над 70 000 m². В комплекса биха могли да се обособят около 106 магазина, ресторанти, и хипермаркета от веригата „Карфур“.

## Факти
- 70 000 кв. м обща застроена площ;
- 55 000 кв. м търговски площи;
- 1000 паркоместа;
- 10 500 кв. м хипермаркет;
- 2 етажа магазини за мода.